# Ofelia García
Ofelia García (La Habana) es una catedrática cubano-estadounidense. Es profesora emérita en los programas de doctorado de Culturas Latinoamericanas, Ibéricas y Latinas (LAILAC) y de Educación Urbana en el CUNY Graduate Center. Es conocida por su trabajo sobre bilingüismo, translenguaje, política lingüística, sociolingüística y sociología del lenguaje. Su trabajo hace hincapié en el multilingüismo dinámico, que se desarrolla a través de «una interacción entre los recursos y competencias lingüísticas del individuo, así como los contextos sociales y lingüísticos de los que forma parte». En lugar de considerar las lenguas de un bilingüe como autónomas, ve las prácticas lingüísticas como complejas e interrelacionadas, como reflejo de un único sistema lingüístico.

## Biografía
García, originaria de La Habana (Cuba), emigró a Estados Unidos, concretamente a Nueva York, a la edad de 11 años. Gracias a esta experiencia desarrolló su interés por la educación bilingüe y su impacto en la sociedad.
García realizó su licenciatura, posgrado y doctorado en instituciones de la Universidad de la Ciudad de Nueva York (CUNY). También obtuvo dos becas posdoctorales, una de la Universidad Yeshiva, Sociología del lenguaje y el bilingüismo de la ciudad de Nueva York, y otra de la Universidad de Míchigan, Instituto Ann Arbor de Investigación en Ciencias Políticas y Sociales.
Antes de incorporarse al profesorado del Graduate Center, García ocupó diferentes cargos en el ámbito de la educación en diversas instituciones de prestigio, como decana de la Facultad de Educación del campus de Brooklyn de la Universidad de Long Island, profesora de educación bilingüe en el Teachers College de la Universidad de Columbia y profesora de educación y codirectora del Centro de  Alfabetización y Lenguas Múltiples del City College de Nueva York.
Está casada con el lingüista Ricardo Otheguy.

## Investigación
García ha dedicado su carrera al campo del bilingüismo y la educación bilingüe. Es conocida por popularizar el uso del término translanguaging (translenguaje), que ella define como «el despliegue de todo el repertorio lingüístico de un hablante sin tener en cuenta la adhesión vigilante a los límites social y políticamente definidos de las lenguas nombradas (y normalmente nacionales y estatales)». Conoció a Cen Williams, que acuñó el término, en el norte de Gales en 2012. Ambos, movidos por la conciencia social y lingüística y apasionados por la lengua y la educación bilingüe, coincidieron en ampliar el concepto de translenguaje desde el uso en el aula para abarcar el lenguaje cotidiano de los bilingües.

## Libros
- Fishman, J. A., & García, O. (2010). Handbook of language & ethnic identity. Oxford University Press.
- García, O. (2009). Bilingual education in the 21st century: A global perspective. John Wiley & Sons.
- García, O., & Baker, C. (2007). Bilingual education: An introductory reader. Multilingual Matters.
- García, O., Flores, N., & Spotti, M. (2021). The Oxford handbook of language and society. Oxford University Press.
- García, O., Johnson, S. I., Seltzer, K., & Valdés, G. (2017). The translanguaging classroom: Leveraging student bilingualism for learning. Caslon.
- García, O., & Kleyn, T. (2016). Translanguaging with multilingual students: Learning from classroom moments. Routledge.
- García, O., Lin, A., & May, S. (2017). Bilingual and multilingual education. Springer International Publishing.
- García, O., & Menken, K. (2010). Negotiating language policies in schools: Educators as policymakers. Taylor & Francis.
- García, O., Peltz, R., & Schiffman, H. F. (2006). Language loyalty, continuity and change: Joshua A. Fishman's contributions to international sociolinguistics. Multilingual Matters.
- García, O., Torres-Guzmán, M. E., & Skutnabb-Kangas, T. (2006). Imagining multilingual schools language in education and glocalization. Multilingual Matters.
- García, O., & Wei, L. (2014). Translanguaging: Language, bilingualism and education. Palgrave Pivot.

## Premios
García ha recibido múltiples premios, entre ellos:
- Premio Gladys Correa 2008 de la Asociación de Educación Bilingüe del Estado de Nueva York.[9]

- Premio al libro de la Asociación Británica de Lingüística Aplicada (2014) por el volumen Translanguaging: Language, Bilingualism and Education.[10][11]

- Doctorado honoris causa en Letras Humanitarias, Bank Street Graduate School of Education (2016). García fue reconocida como un "Distinguida investigadora, destacada profesional, franca defensora, influencia en la política y la opinión pública, defensora de la equidad y la democracia, especial impacto en los niños a través de las artes y los medios de comunicación".[12]

- Premio Charles Ferguson de Lingüística Aplicada (2017). Este premio honra a las personas que tienen una erudición sobresaliente, habilidades de liderazgo superiores y la capacidad de fomentar la colaboración entre una amplia gama de personas para enriquecer el mundo que les rodea.[13]
- Premio Lifetime Career Award del Grupo de Interés Especial en Educación Bilingüe de la Asociación Estadounidense de Investigación en Educación (AERA) (2017).
- Miembro designado de la Academia Nacional de Educación (2018).[14]

- Premio Excelencia en Mentoría, CUNY Graduate Center (2018). El propósito de este premio es reconocer públicamente los valores del Centro de Graduados y las personas que los representan.[15]
- Premio AERA al Liderazgo a través de la Investigación (Lifetime Achievement) (2020)[16]